# Deiniol Jones
Deiniol Jones (Carmarthen, 18 novembre 1977) è un rugbista a 15 gallese di ruolo seconda linea.
Ha iniziato la sua carriera da giocatore al Bath, quando si trovava nella città inglese per studiare chimica all'università. Nel 2000 si è trasferito in prestito all'Ebbw Vale RFC e in seguito si è unito al Bridgend RFC e ai Celtic Warriors. Quando nel 2004 questi ultimi si sono sciolti Jones è passato ai Cardiff Blues, nei quali milita tuttora.
Ha fatto il suo esordio internazionale per il Galles l'11 novembre 2000 contro le Samoa. Con la nazionale ha preso parte al Sei Nazioni 2008, vinto con il Grande Slam dai gallesi.